# Antennen-Harnischwelse

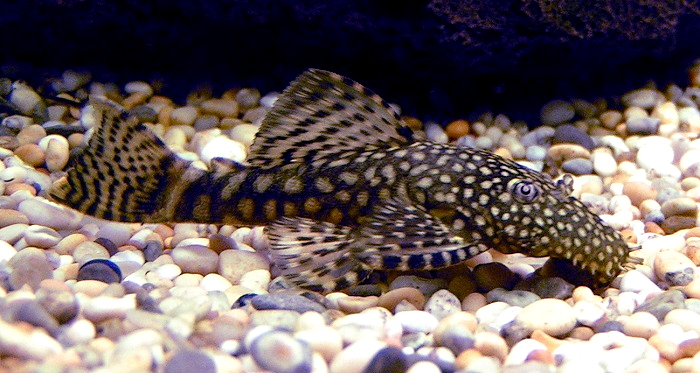
Brauner Antennen-Harnischwels

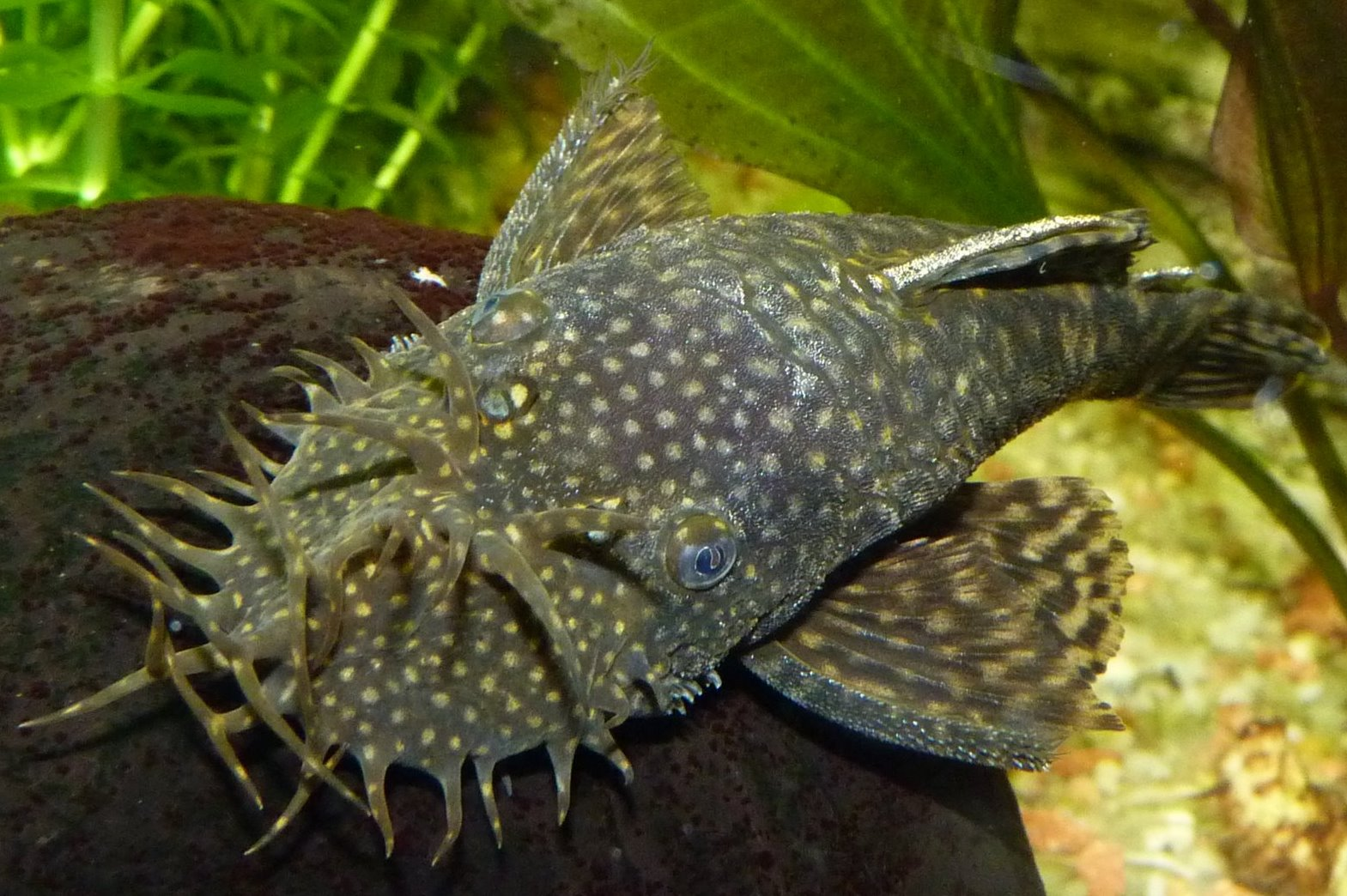
Von vorn: Antennen-Harnischwels

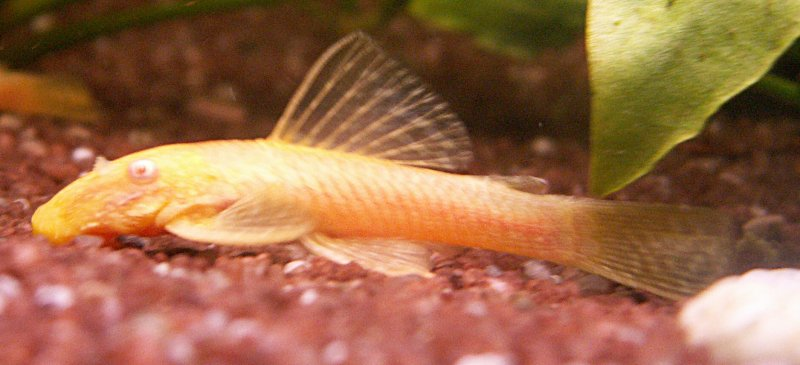
Albinotische Form eines Antennen-Harnischwelses

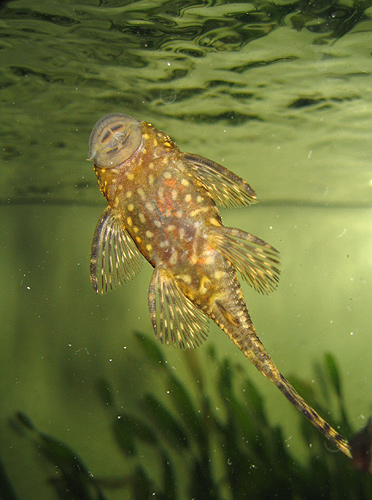
Unterseite

Die Antennen-Harnischwelse (Ancistrus, Synonym: Xenocara), kurz auch als Antennenwelse bezeichnet, sind eine Gattung der Harnischwelse und die größte Gruppe innerhalb der Unterfamilie Ancistrinae. Es werden häufig neue Arten beschrieben, derzeit sind etwa 75 Arten bekannt. Typusart ist Ancistrus cirrhosus (ursprünglich Hypostomus cirrhosus).
Wegen ihrer auffälligen Erscheinung, der bei vielen Arten recht unkomplizierten Haltung und der Vermehrung in Gefangenschaft werden Antennen-Harnischwelse gerne in der Aquaristik gehalten.

## Verbreitung und Lebensraum
Antennen-Harnischwelse leben im nördlichen und mittleren Südamerika, in südlicher Richtung erstreckt sich ihr Lebensraum bis zum Río de la Plata, im Norden bis zum Suriname. Die meisten Arten leben in Fließgewässern. Insgesamt sind die besiedelten Habitate jedoch vielfältig. Sie reichen von schnell strömenden Flüssen bis hin zu stehenden Gewässern in Überflutungsgebieten und Sümpfen.

## Merkmale
Typisch ist ein mehr oder weniger stark dorsoventral abgeplatteter Körperbau und ein Saugmaul mit zahlreichen feinen Zähnen. Das Interoperculare (ein Knochen des Kiemendeckels) ist mit stachelartigen Hautzähnen, den Odontoden, bedeckt und fast immer ausstülpbar. Das Operculare (ein weiterer Knochen des Kiemendeckels) ist meist ebenfalls frei beweglich. Die Körperseiten sind mit Knochenplatten gepanzert, die in vielen Fällen ebenfalls Hautzähnchen tragen. Der Bauch und das erste Viertel des Kopfes sind nackt. Das augenfälligste Merkmal sind tentakelartige Vorsätze am vorderen Teil des Kopfes. Bei den Männchen einiger Arten können diese sich auch verzweigen, bei weiblichen Tieren sind sie weniger stark ausgeprägt oder fehlen ganz.

## Lebensweise
Antennen-Harnischwelse ernähren sich wie alle Harnischwelse hauptsächlich von Algen und Periphyton, sind aber keine reinen Vegetarier. Sie leben stark bodenorientiert und schwimmen nur kurze Strecken frei. Gegenüber gattungsfremden Fischen sind Antennen-Harnischwelse sehr friedlich. Innerartlich können die revierbildenden Männchen besonders zur Laichzeit untereinander sehr aggressiv werden. Zur Fortpflanzung werden Höhlen bevorzugt, an deren Wänden das Weibchen in einer Traube bis zu 200 orangenfarbene Eier von etwa drei Millimeter Größe anheftet. Das Gelege wird vom Männchen bewacht. Nach etwa fünf Tagen schlüpfen die Larven. Sie zehren daraufhin ungefähr fünf weitere Tage von ihrem Dottersack. Dann verlassen sie den Unterschlupf und gehen selbstständig auf Nahrungssuche.

## Systematik

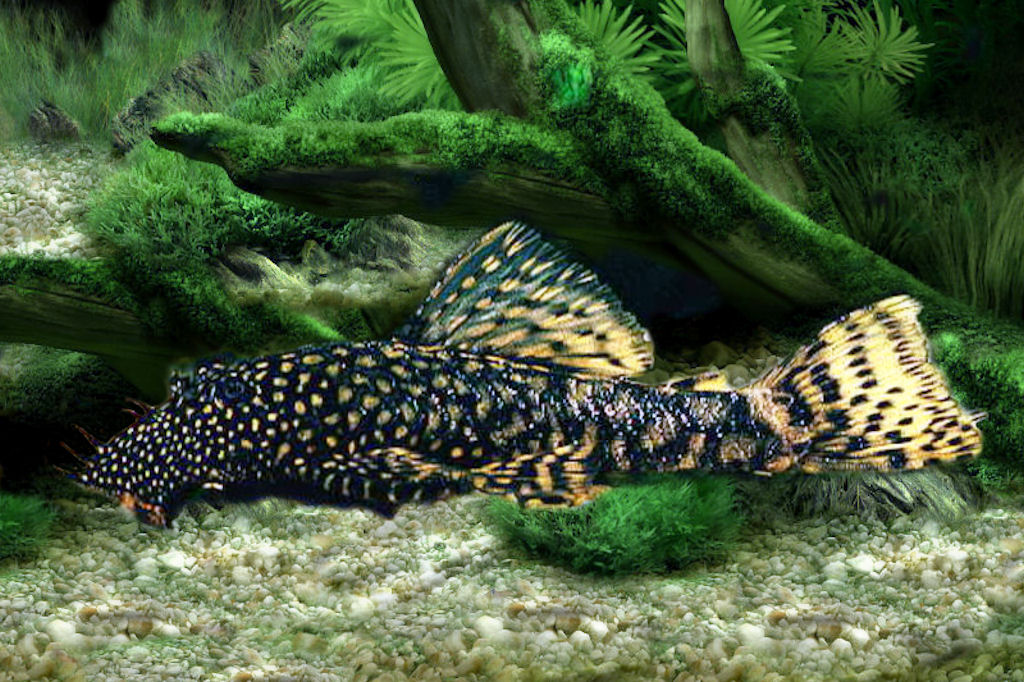
Ancistrus cirrhosus

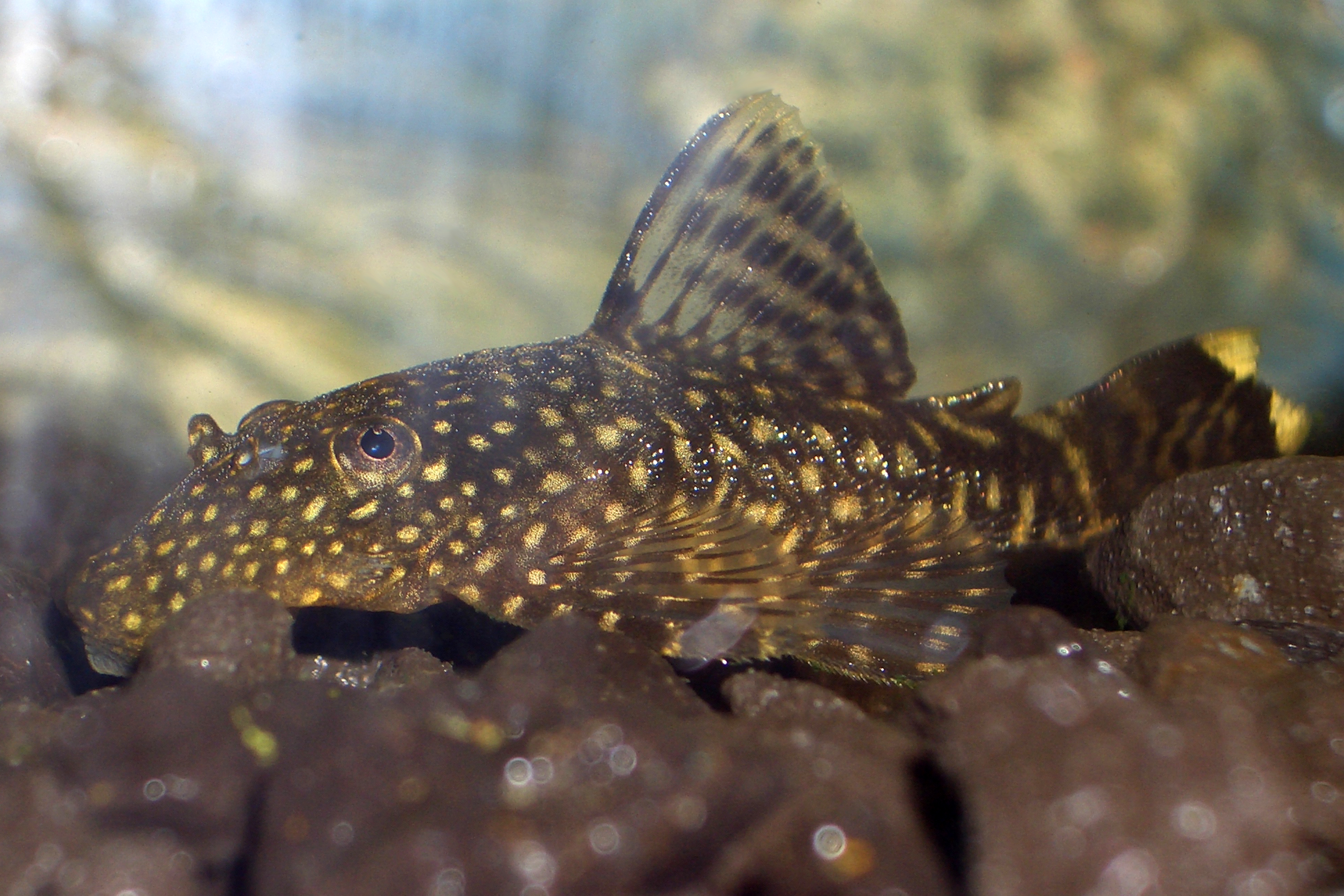
Ancistrus triradiatus

- Gattung Antennen-Harnischwelse (Ancistrus) Kner, 1854
  - Ancistrus aguaboensis Fisch-Muller, Mazzoni & Weber, 2001
  - Ancistrus amaris Souza et al., 2019
  - Ancistrus bodenhameri Schultz, 1944
  - Ancistrus bolivianus (Steindachner, 1915)
  - Ancistrus brevifilis Eigenmann, 1920
  - Ancistrus brevipinnis (Regan, 1904)
  - Ancistrus bufonius (Valenciennes, 1840)
  - Ancistrus caucanus Fowler, 1943
  - Ancistrus centrolepis Regan, 1913
  - Ancistrus chagresi Eigenmann & Eigenmann, 1889
  - Ancistrus cirrhosus (Valenciennes, 1836)
  - Ancistrus claro Knaack, 1999
  - Ancistrus clementinae Rendahl, 1937
  - Ancistrus cryptophthalmus Reis, 1987
  - Ancistrus cuiabae Knaack, 1999
  - Ancistrus damasceni (Steindachner, 1907)
  - Blauer Antennenwels (Ancistrus dolichopterus) Kner, 1854
  - Ancistrus dubius Eigenmann & Eigenmann, 1889
  - Ancistrus erinaceus (Valenciennes, 1840)
  - Ancistrus eustictus (Fowler, 1945)
  - Ancistrus formoso Sabino & Trajano, 1997
  - Ancistrus fulvus (Holly, 1929)
  - Ancistrus galani Perez & Viloria, 1994
  - Ancistrus gymnorhynchus Kner, 1854
  - Ancistrus heterorhynchus (Regan, 1912)
  - Ancistrus hoplogenys (Günther, 1864)
  - Ancistrus jataiensis Fisch-Muller, Cardoso, da Silva & Bertaco, 2005
  - Ancistrus jelskii (Steindachner, 1877)
  - Ancistrus karajas Oliveira et al., 2016
  - Ancistrus kellerae Souza et al., 2019
  - Ancistrus krenakarore Oliveira et al., 2016
  - Ancistrus latifrons (Günther, 1869)
  - Ancistrus leoni Souza et al., 2019
  - Ancistrus leucostictus (Günther, 1864)
  - Ancistrus lineolatus Fowler, 1943
  - Ancistrus lithurgicus Eigenmann, 1912
  - Ancistrus luzia Neuhaus, Britto, Birindelli & Sousa, 2022[2]
  - Ancistrus macrophthalmus (Pellegrin, 1912)
  - Ancistrus maculatus (Steindachner, 1881)
  - Ancistrus malacops (Cope, 1872)
  - Ancistrus maracasae Fowler, 1946
  - Ancistrus martini Schultz, 1944
  - Ancistrus mattogrossensis Miranda Ribeiro, 1912
  - Ancistrus maximus de Oliveira et al., 2015 
  - Ancistrus megalostomus Pearson, 1924
  - Ancistrus minutus Fisch-Muller, Mazzoni & Weber, 2001
  - Ancistrus montanus (Regan, 1904)
  - Ancistrus multispinis (Regan, 1912)
  - Ancistrus nudiceps (Müller & Troschel, 1849)
  - Ancistrus occidentalis (Regan, 1904)
  - Ancistrus occloi Eigenmann, 1928
  - Ancistrus parecis Fisch-Muller, Cardoso, da Silva & Bertaco, 2005
  - Ancistrus patronus Souza et al., 2019
  - Ancistrus pirareta Muller, 1989
  - Ancistrus piriformis Muller, 1989
  - Ancistrus ranunculus Muller, Rapp Py-Daniel & Zuanon, 1994
  - Ancistrus reisi Fisch-Muller, Cardoso, da Silva & Bertaco, 2005
  - Ancistrus sadades Souza et al., 2019
  - Ancistrus salgadae Fowler, 1941
  - Ancistrus spinosus Meek & Hildebrand, 1916
  - Ancistrus stigmaticus Eigenmann & Eigenmann, 1889
  - Ancistrus tamboensis Fowler, 1945
  - Ancistrus taunayi Miranda Ribeiro, 1918
  - Gelbbrauner Antennenwels (Ancistrus temminckii) (Valenciennes, 1840)
  - Ancistrus tolima Taphorn et al., 2013
  - Ancistrus tombador Fisch-Muller, Cardoso, da Silva & Bertaco, 2005
  - Ancistrus trinitatis (Günther, 1864)
  - Ancistrus triradiatus Eigenmann, 1918
  - Ancistrus variolus (Cope, 1872)
  - Ancistrus verecundus Fisch-Muller, Cardoso, da Silva & Bertaco, 2005
  - Ancistrus vericaucanus Taphorn et al., 2013
  - Ancistrus yanesha Neuhaus, Meza-Vargas, Herrera & Lujan, 2023
  - Ancistrus yutajae Souza et al., 2019

## Code-System in der Aquaristik
Für Aquarianer wurde im Jahr 1988 ein Code-System eingeführt, die so genannten L-Nummern. Grund hierfür war der Import höchst verschiedenartiger, noch unbeschriebener Harnischwelse. Das "L" rührt von deren Familiennamen Loricariidae her, die Nummer bezieht sich auf die Reihenfolge der Veröffentlichung in der DATZ.